# Форт-Портал
Фо́рт-По́ртал — город в западной Уганде (округ Кабароле). Назван в честь сэра Джеральда Портала, чья статуя находится в центре города.

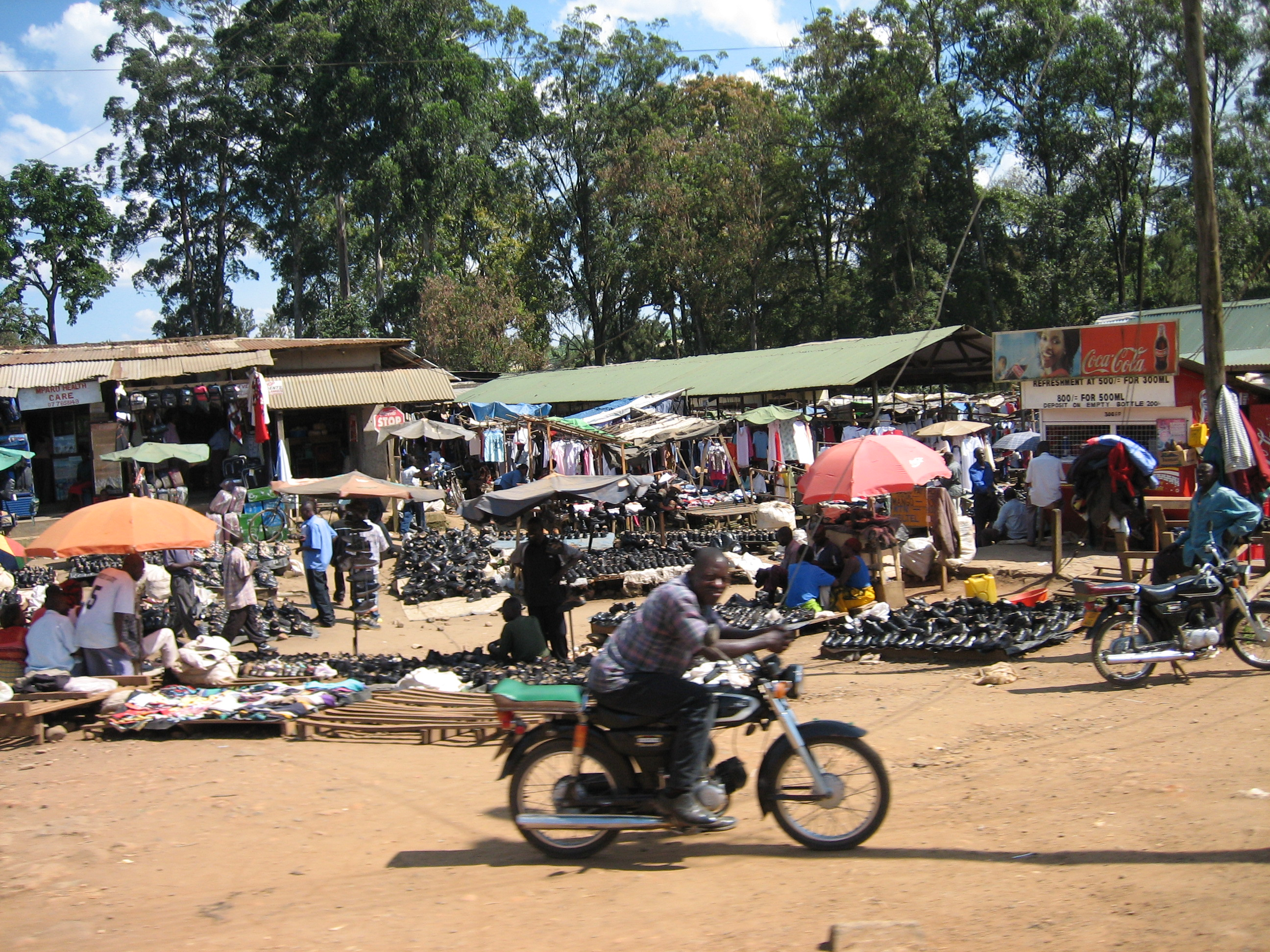
Рынок в Форт-Портале

Город находится к северо-востоку от гор Рувензори и к юго-западу от озера Альберт. Вокруг расположены три национальных парка: Рвензори Маунтинс, Кибале и Королевы Елизаветы, а также несколько вулканических озёр и долина реки Семлики. Область вокруг города была центром Королевства Торо.
Через Форт-Портал проходит транс-африканский автодорожный маршрут  шоссе Лагос-Момбаса.
В пригороде Форт-Портала (Нгомбе) находятся три прихода Православной церкви Уганды.